# US Open 2007 - Quad singolare

## Finale
Norfolk ha battuto nel round robin Wagner 7–6(5), 6–2.

## Tabellone

### Legenda
| - Q = Qualificato - WC = Wild card - LL = Lucky loser | - ALT = Alternate - SE = Special Exempt - PR = Protected Ranking | - w/o = Walkover - r = Ritirato - d = Squalificato |

### Round Robin
|   | Nazionalità Giocatore | Hunter  | Norfolk | Taylor  | Wagner  |
| 1 | Sarah Hunter (0-3)    |         | Norfolk | Taylor  | Wagner  |
| 2 | Peter Norfolk (3-0)   | Norfolk |         | Norfolk | Norfolk |
| 3 | Nick Taylor (1-2)     | Taylor  | Norfolk |         | Wagner  |
| 4 | David Wagner (2-1)    | Wagner  | Norfolk | Wagner  |         |